# 501 г. пр.н.е.

## Събития

### В Азия

#### В Персийската империя
- Цар на Персийската (Ахеменидска) империя e Дарий I (522 – 486 г. пр.н.е.).[1]

### В Европа

#### В Гърция

##### В Атина
- Хермокреон е архонт в Атина (501/500 г.пр.н.е.).[2]
- Продължат реформите на Клистен – въведена е клетва полагана при встъпване на служба в булето; извършена е военна реформа, която включва създаването на колегия от десет стратези, които се редували в командването на войската.[3]

#### В Римската република
- Консули (501/500 г.пр.н.е.) са Постум Коминий Аврунк и Тит Ларций Флав.
- Ларций е назначен за първи в римската история диктатор поради възможността за нападение от страна на Октавий Мамилий и Латинския съюз.[4]

#### В Испания
- Гадир е превзет от Картаген. (приблизителна дата)[5]